# Sassacus leucomystax
Sassacus leucomystax là một loài nhện trong họ Salticidae.
Loài này thuộc chi Sassacus. Sassacus leucomystax được Lodovico di Caporiacco miêu tả năm 1947.